# Andreea Huțanu
Andreea Elena Huțanu (Botoșani, 17 maggio 1988) è un'ex cestista rumena.
Alta 188 cm, giocava come centro.

## Carriera
Con la Romania ha disputato i Campionati europei del 2007.